# エキソヌクレアーゼ

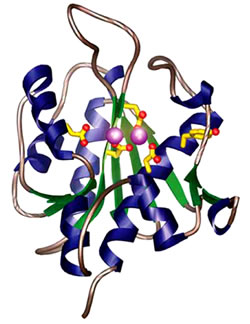
WRNエキソヌクレアーゼ。活性部位が黄色で示されている。

エキソヌクレアーゼまたはエクソヌクレアーゼ（英: exonuclease）は、ポリヌクレオチド鎖の末端からヌクレオチドを1つずつ除去する酵素である。エキソヌクレアーゼは、ポリヌクレオチド鎖の3'末端と5'末端のいずれかに位置するホスホジエステル結合を切断する加水分解反応を触媒する。対照的に、エンドヌクレアーゼはポリヌクレオチド鎖の内部に位置するホスホジエステル結合を切断する。真核生物や原核生物においてmRNAの正常なターンオーバーに関与するエキソヌクレアーゼには、5'→3'エキソヌクレアーゼ、3'→5'エキソヌクレアーゼ、そしてポリA特異的3'→5'エキソヌクレアーゼの3つの種類が存在し、真核生物における5'→3'エキソヌクレアーゼの活性はデキャッピング複合体に依存している。古細菌や真核生物におけるRNA分解の主要な経路の1つはエキソソーム複合体によるものであり、この複合体は主に3'→5'エキソヌクレアーゼから構成される。

## 大腸菌

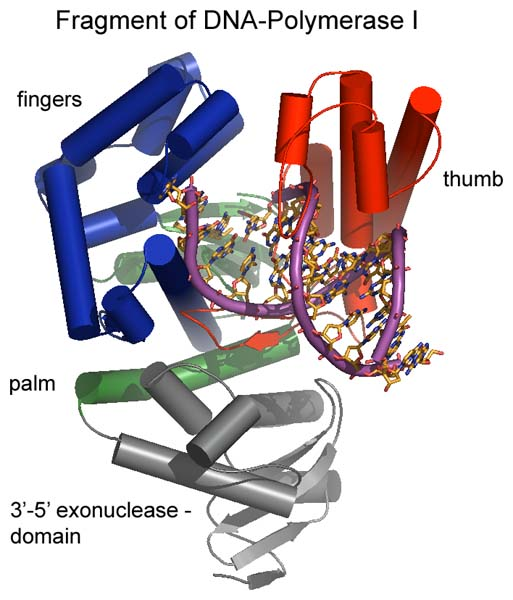
DNAポリメラーゼIとその3'→5'エキソヌクレアーゼドメイン

大腸菌では、1971年にエキソヌクレアーゼIが発見された。それ以降多くの種類が発見されており、それぞれ特異的な機能や要求性を有する。
エキソヌクレアーゼIは一本鎖DNAを3'→5'方向に分解し、デオキシリボヌクレオシド-5'-一リン酸を1つずつ放出する。DNAの末端の3'-OH基がホスホリル基またはアセチル基によって保護されている場合、切断を行うことができない。
エキソヌクレアーゼIIは、DNAポリメラーゼIが有する3'→5'方向の校正活性である。
エキソヌクレアーゼIIIは4種類の触媒活性を有する。Exonuclease III has four catalytic activities:
- 3'→5'エキソデオキシリボヌクレアーゼ活性（二本鎖DNA特異的）
- リボヌクレアーゼ活性
- 3'ホスファターゼ活性
- APエンドヌクレアーゼ（英語版）活性（そのためエンドヌクレアーゼIIとも呼ばれる）[6]

エキソヌクレアーゼIVは、オリゴヌクレオチドをヌクレオシド-5'-一リン酸へ分解する。このエキソヌクレアーゼの機能にはMg2+が必要であり、エキソヌクレアーゼIよりも高温で機能する。しかしながら、この活性の遺伝的基盤は不明確である。
エキソヌクレアーゼVは多機能型酵素であり、実際にはATP依存性ヘリカーゼ活性と一本鎖DNAに対するMg2+依存性エンドヌクレアーゼ活性とが共役したものである。この酵素は相同組換え過程に非常に重要である。
エキソヌクレアーゼVIは、DNAポリメラーゼIの5'→3'エキソヌクレアーゼ活性である。
エキソヌクレアーゼVIIは、一本鎖DNAの5'末端と3'末端の双方に対して作用し、Mg2+を必要としない。
エキソヌクレアーゼVIIIは、二本鎖DNAに対するMg2+依存性5'→3'エキソヌクレアーゼである。

## 真核生物
真核生物では、pre-mRNAの3'末端のプロセシングは成熟mRNAの形成に必須の段階である。多くのmRNAの場合、RNAポリメラーゼIIによる転写産物はポリアデニル化部位でCPSF-73によってエンドヌクレアーゼ的に切断される。その後、切断部位よりも上流の転写産物に対してはポリアデニル化が行われ、下流の転写産物は5'→3'エキソヌクレアーゼ（ヒトの場合はXRN2）によって分解されてゆくことでポリメラーゼからのDNA鋳型の解離が促進され、転写終結がもたらされる（魚雷モデル [torpedo model]）。一方でポリアデニル化が行われないヒストンのmRNAの場合には、3'末端の切断はU7 snRNPによって行われる。下流の転写産物の分解はXRN2には依存しておらず、CPSF-73が5'→3'エキソヌクレアーゼとして作用して分解が行われている可能性がある。
CCR4-NOTは、mRNAの代謝、転写開始、分解と関係する転写調節複合体である。CCR4は、RNAと一本鎖DNAに対する3'→5'エキソヌクレアーゼ活性を有する。CCR4-NOTの他の構成要素であるCAF1には、3'→5'または5'→3'エキソヌクレアーゼドメインが存在することがマウスとCaenorhabditis elegansで示されている。
また、rRNAの成熟過程にも、エキソソーム、XRN1、XRN2など、いくつかの3'→5'、5'→3'エキソヌクレアーゼが末端の形成に関与している。

## コロナウイルス
SARS-CoV-2を含むベータコロナウイルス属では、nsp14-ExoNと呼ばれる校正エキソヌクレアーゼがゲノムにコードされており、ウイルスの組換え過程に関与して新規変異株の出現をもたらしている可能性がある。